# Meta reticuloides
Meta reticuloides là một loài nhện trong họ Tetragnathidae.
Loài này thuộc chi Meta. Meta reticuloides được miêu tả năm 1958 bởi Yaginuma.

## Hình ảnh

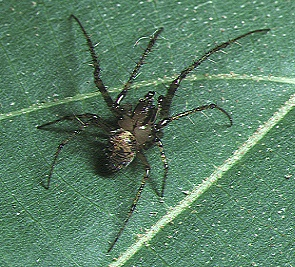